# Cándido López (pintor)

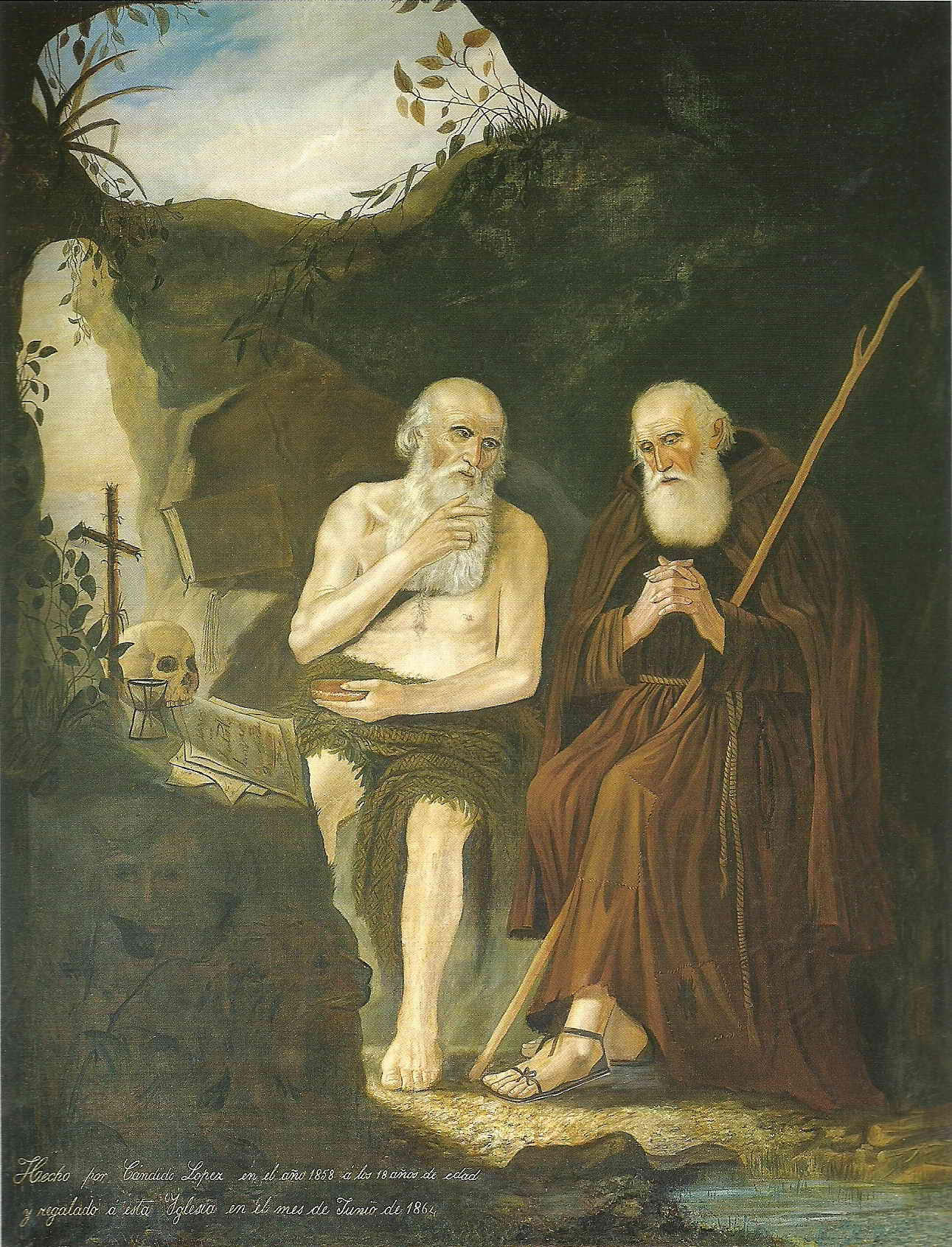
San Jerónimo (1858) 232 x 178 cm - Óleo sobre tela - Colección Iglesia San Luis Gonzaga - Mercedes (Bs. As.).

Cándido López (Buenos Aires, 29 de agosto de 1840 - Buenos Aires, 31 de diciembre de 1902) fue un pintor argentino que ha sido categorizado en el conjunto naïf, célebre por sus cuadros históricos sobre la guerra de la Triple Alianza.

## Biografía
López inició su carrera artística daguerrotipista en 1858, siendo discípulo del retratista Carlos Descalzo. En un principio López se dedicó al retrato en su ciudad natal.
Debido a que la daguerrotipia exigía una extremada composición y planeamiento previo de la imagen, fue en ese período que comenzó a iniciarse en el trabajo de esbozos que le llevarían gradualmente a dedicarse a la pintura. Fue así que los conocimientos de daguerrotipista le resultarían importantes para su posterior carrera como pintor: se hizo observador de encuadres, minucioso por la realidad, y se interesó por documentar lo que veía como momentáneo, para intentar "eternizarlo". 
Su primer trabajo al óleo, realizado en 1858, se tituló "El mendigo". Ese año pintó también su "autorretrato".
Entre 1859 y 1863 recorrió las entonces pequeñas ciudades y poblaciones de la provincia de Buenos Aires y sur de la provincia de Santa Fe realizando gran cantidad de fotografías. En 1860 instaló su hogar en Mercedes, donde dos años más tarde retrató al recientemente asumido presidente Bartolomé Mitre. Poco tiempo después se instaló en San Nicolás de los Arroyos.
En 1863 trabó amistad con el pintor muralista Ignacio Manzoni, quien promovió en él la idea de explorar los colores y las perspectivas. También recibió enseñanzas de Baldassare Verazzi, pintor italiano afincado en la Argentina.
Estaba planeando un viaje de perfeccionamiento a Europa cuando estalló la Guerra del Paraguay. Se enroló como teniente en el batallón de Infantería de San Nicolás, a órdenes del coronel Juan Carlos Boerr, de la división del general Wenceslao Paunero.
Participó en los combates de Paso de la Patria (Pehuajó) e Itapirú. Durante el tiempo libre entre combates – su regimiento no participó en operaciones ofensivas en ese período – pintó varios paisajes de campamentos militares. Los envió a Buenos Aires, donde fueron vendidos y se hicieron muy populares, ya que la población estaba interesada en cualquier cosa que la acercara a la situación en el frente de combate. Posteriormente participó en las batallas de Estero Bellaco, Yataytí Corá, Boquerón y Sauce. En la Batalla de Curupayty, en septiembre de 1866, una granada le cercena parte del brazo derecho, de modo que pasó a retiro como inválido de guerra. Meses más tarde, tras la convalecencia en Corrientes, regresó a San Nicolás.

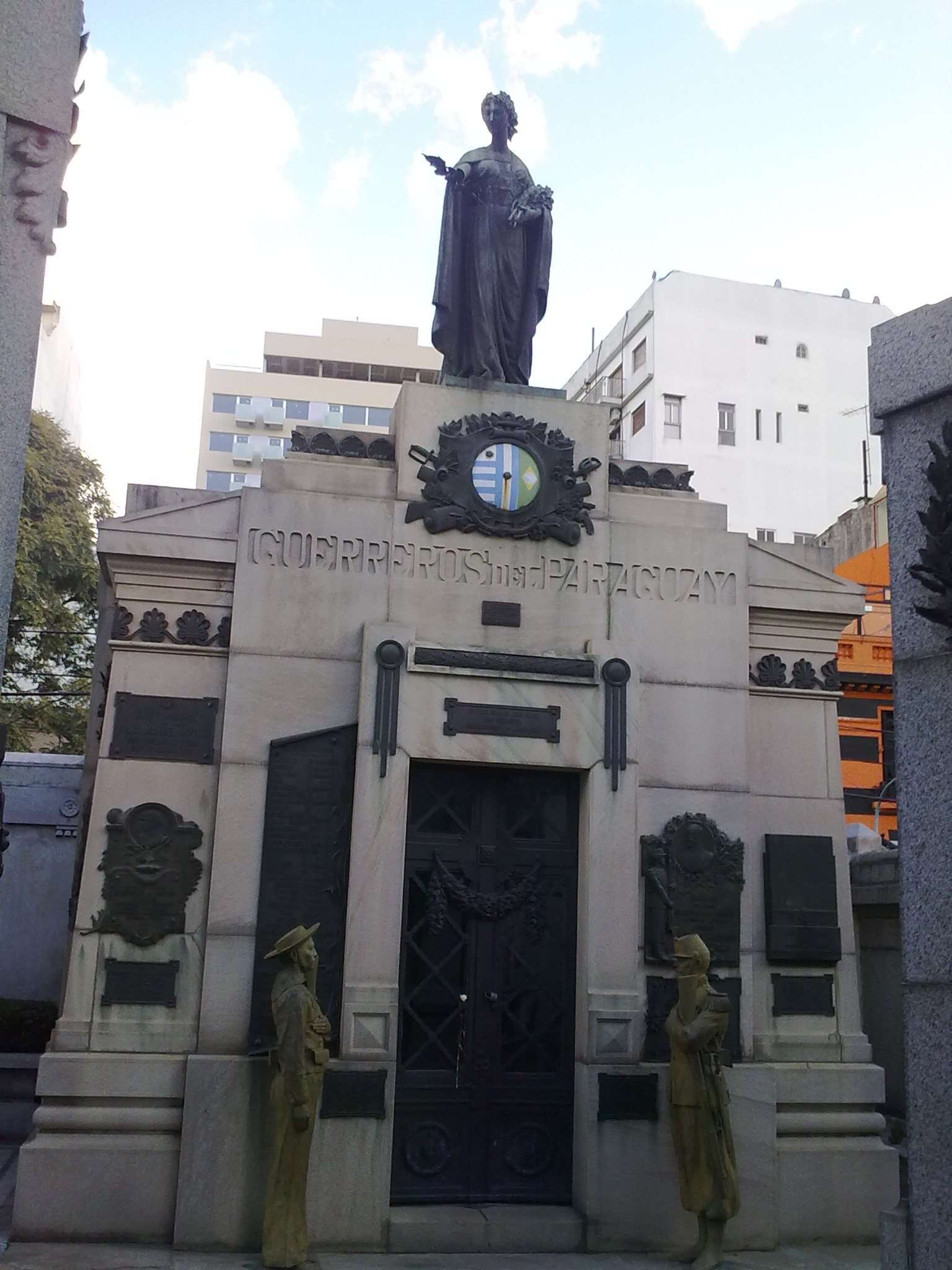
Panteón donde se encuentran los restos del pintor.

Al borde de la miseria, López comenzó a practicar pintura con su mano izquierda, aunque solamente consideró que estaba en condiciones de volver a dedicarse al arte hacia 1869. De modo que volvió a pintar, pero concentrándose en reflejar los campos de batalla y los campamentos de la Guerra del Paraguay. Más tarde vivió varios años en San Antonio de Areco y Merlo (Buenos Aires)
No obstante, no logró prosperidad económica, de modo que en 1887 envió una misiva al expresidente Mitre, a quien le solicitó intercesión para obtener ayuda pública. Mitre en cuanto sujeto muy influyente se transformó en su comitente y le aportó un subsidio a cambio de una serie de cuadros que "documenten" la "Guerra del Paraguay". Es así que a partir de algunos de los esbozos realizados entre 1865-1870, López pintó sus principales cuadros entre 1888 y 1901. López intentó pintar unos cien cuadros, pudiendo concluir 52.
Gran parte de estas obras aparecen con la firma Zepol, seudónimo que corresponde a la reversión de su apellido. 
Vivió en distintos puntos de la provincia, como Merlo y Baradero, encontrando un mecenas en la persona del doctor Norberto Quirno Costa, en cuya casa estuvo viviendo seis años en los que pudo dedicarse de lleno a la pintura de las batallas de sus recuerdos.
Su última morada fue en Buenos Aires, donde vivió en la calle Güemes 924 (3838 de la numeración nueva), y allí falleció el 31 de diciembre de 1902 de una "miocarditis aguda".
Sus restos fueron localizados en el Panteón de los Guerreros del Paraguay en el Cementerio de la Recoleta.
Sus obras se conservan en el Museo Histórico Nacional, Museo Mitre, Museo de Luján, Museo de San Nicolás y Museo de Bellas Artes.

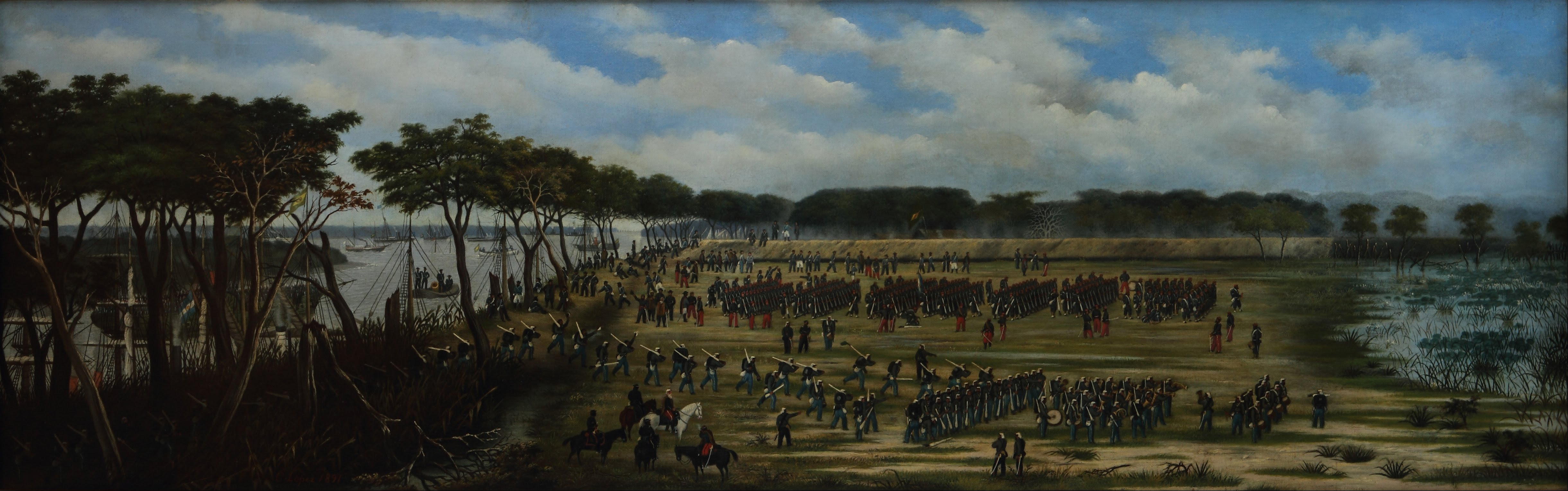
Desembarco del Ejército Argentino frente a las trincheras de Curuzú, el 12 de septiembre de 1866, de Cándido López. 1891. Museo Nacional de Bellas Artes.

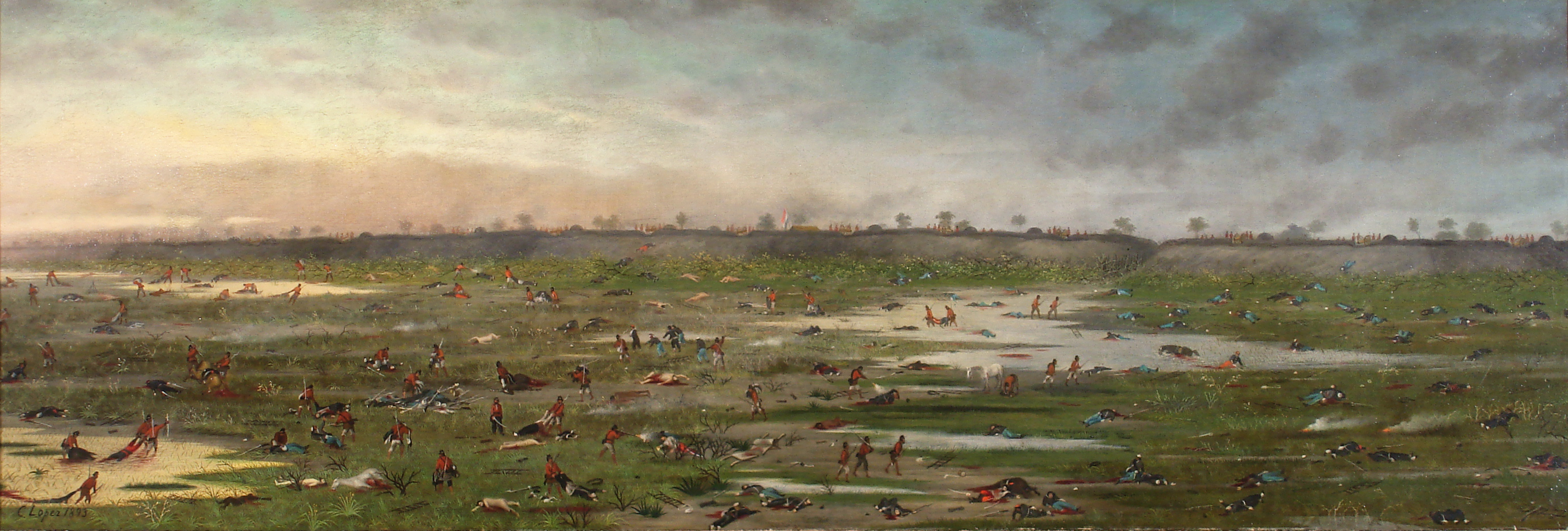
Después de la Batalla de Curupaytí, de Cándido López. 1893. Museo Nacional de Bellas Artes

## Descripción de sus obras

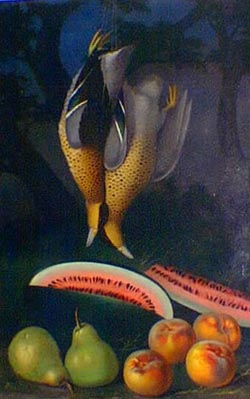
Naturaleza muerta, de Cándido López. 1899. Museo Nacional de Bellas Artes

En sus cuadros bélicos los combatientes de uno y otro bando figuran más que nada como diminutas sombras en las que se mueven los colores de abigarrados y solemnes uniformes. La pintura de esa guerra es dantesca, al retratar movimientos de masas abigarradas bajo paisajes serenos y en ciertos casos de ensueño, como por ejemplo en Empedrado, entre los bellos palmares de Yatay, o bajo un arrebolado cielo -tal cual ocurre en el cuadro llamado Invernada del ejército oriental.
Llama la atención el formato inusual de sus telas apaisadas, muy horizontales, en una proporción de uno a tres – por ejemplo 40 x 105 cm o 48,5 x 152 cm – lo cual le ha permitido figurar con gran detalle acciones simultáneas y múltiples, describiendo los escenarios naturales de los episodios, al tiempo que realiza todas las imágenes con mucha minucia, pese a las dimensiones de las obras.
Aunque inicialmente utilizó una perspectiva triangular próxima al suelo y a la escena, luego cambió a otra, que se volvería llamativa característica: la de los puntos de vista muy elevados que alejan aún más la profundidad de las perspectivas, transportando la mirada hacia distantes horizontes donde la guerra se difumina y parece quedar anonadada... por ejemplo en los suaves, apastelados colores de un atardecer como en un intento de distanciarse del drama. Sus estructuras pictóricas son sencillas y firmes: entre un plano de la tierra y otro de los cielos.
El otro conjunto de cuadros relevantes de López es el que corresponde a naturalezas muertas y a bodegones, allí los marcos son verticales y las figuras brillan en grupos solitarios casi chillonamente sobre fondos oscuros de matiz melancólico e intimista.

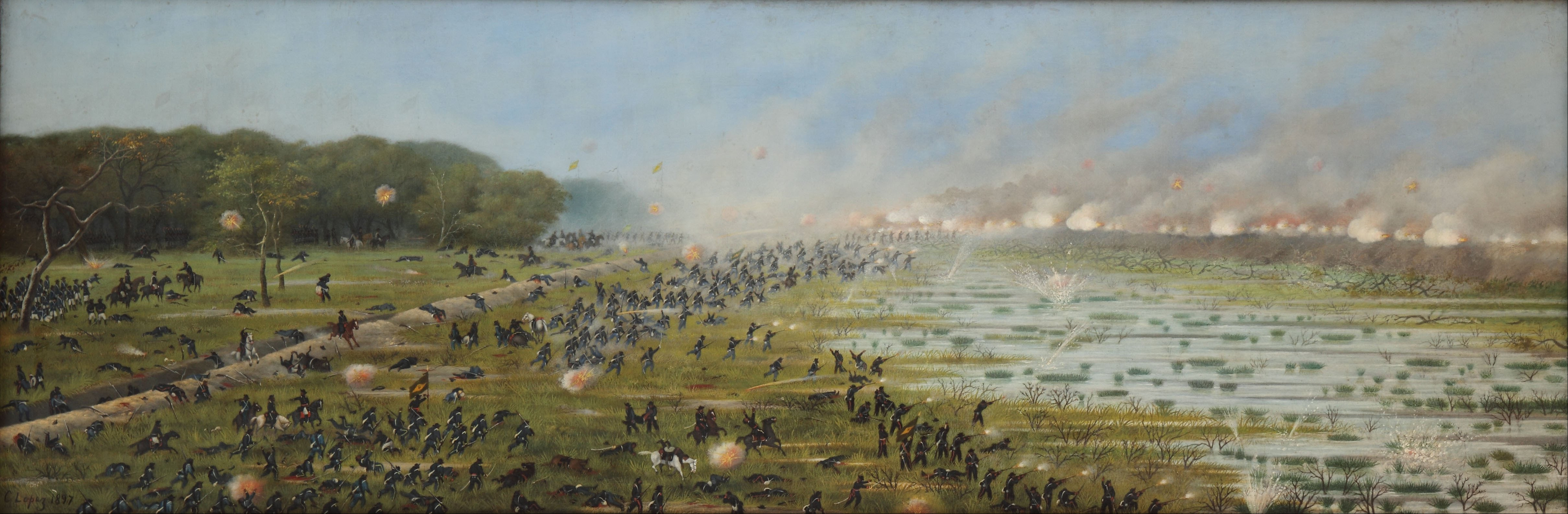
Asalto de la 1ra columna brasileña a Curupaytí (al mando de Cnel. Augusto Fco. Caldas), de Cándido López. 1897. Museo Nacional de Bellas Artes
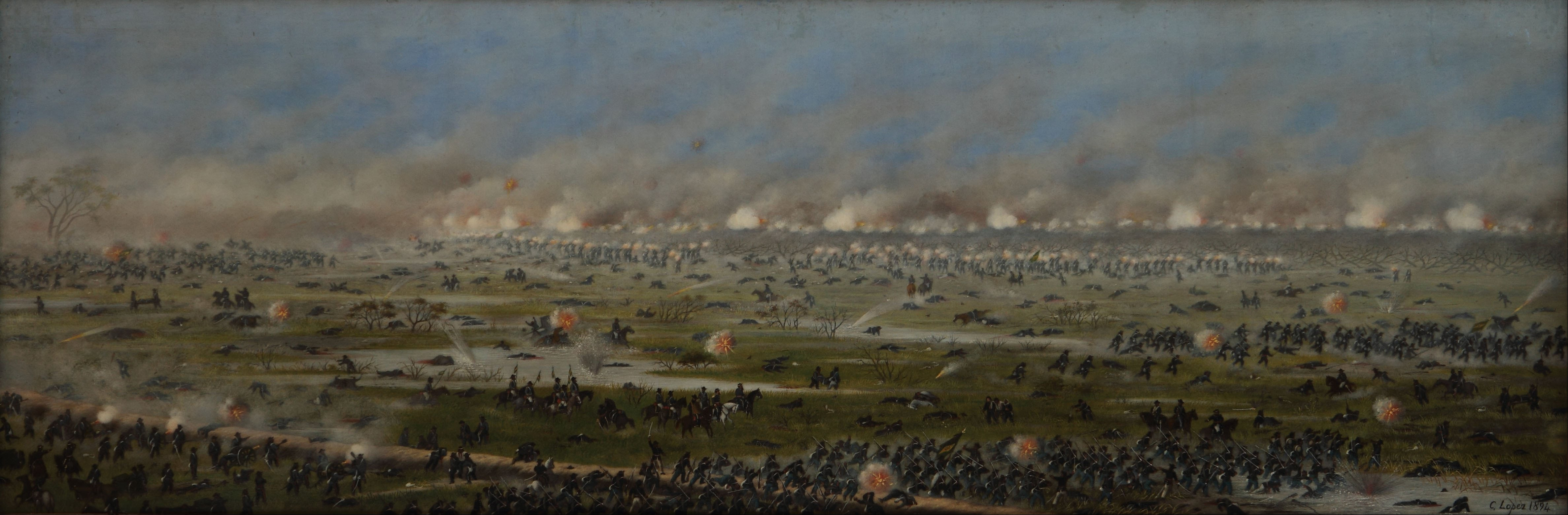
Asalto de la 2da columna brasileña a Curupaytí, de Cándido López. 1894. Museo Nacional de Bellas Artes
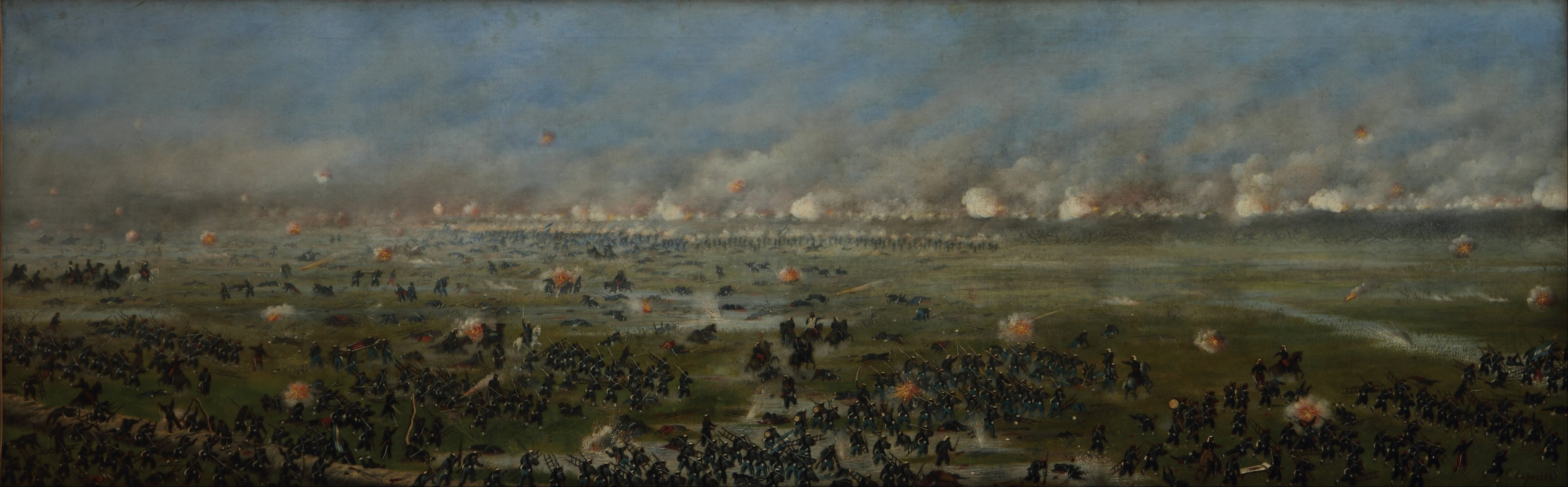
Asalto de la 3ra columna argentina a Curupaytí, de Cándido López. 1893. Museo Nacional de Bellas Artes
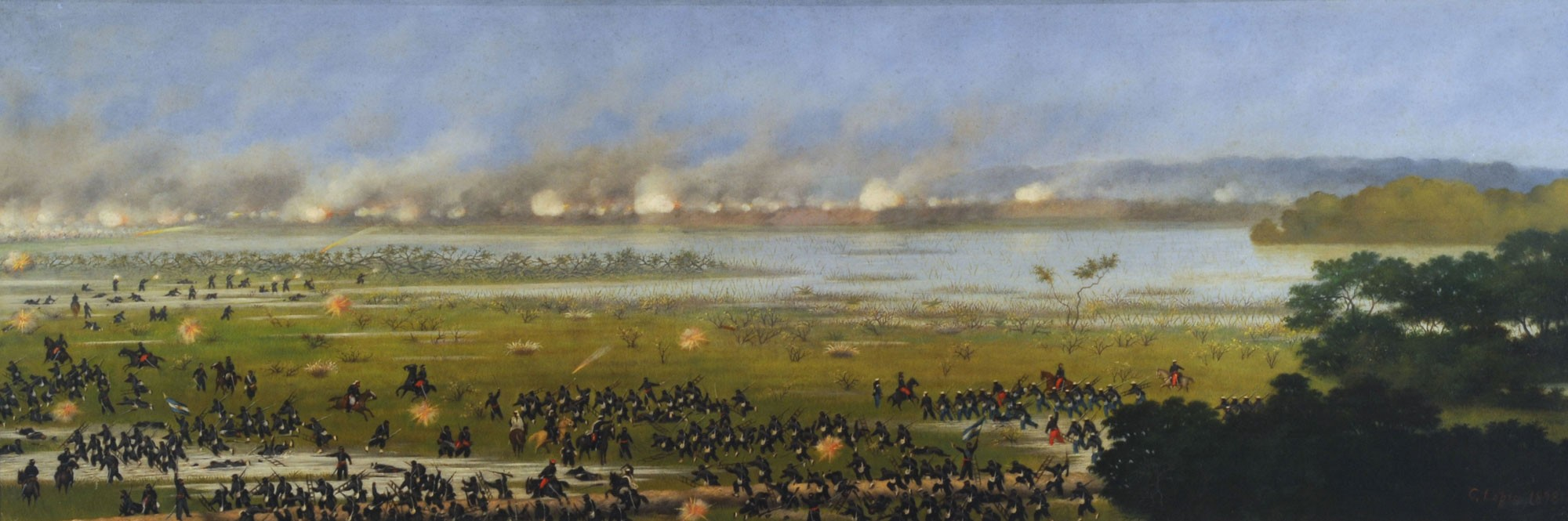
Asalto a la 4ta columna argentina a Curupaytí, de Cándido López. 1898. Museo Nacional de Bellas Artes
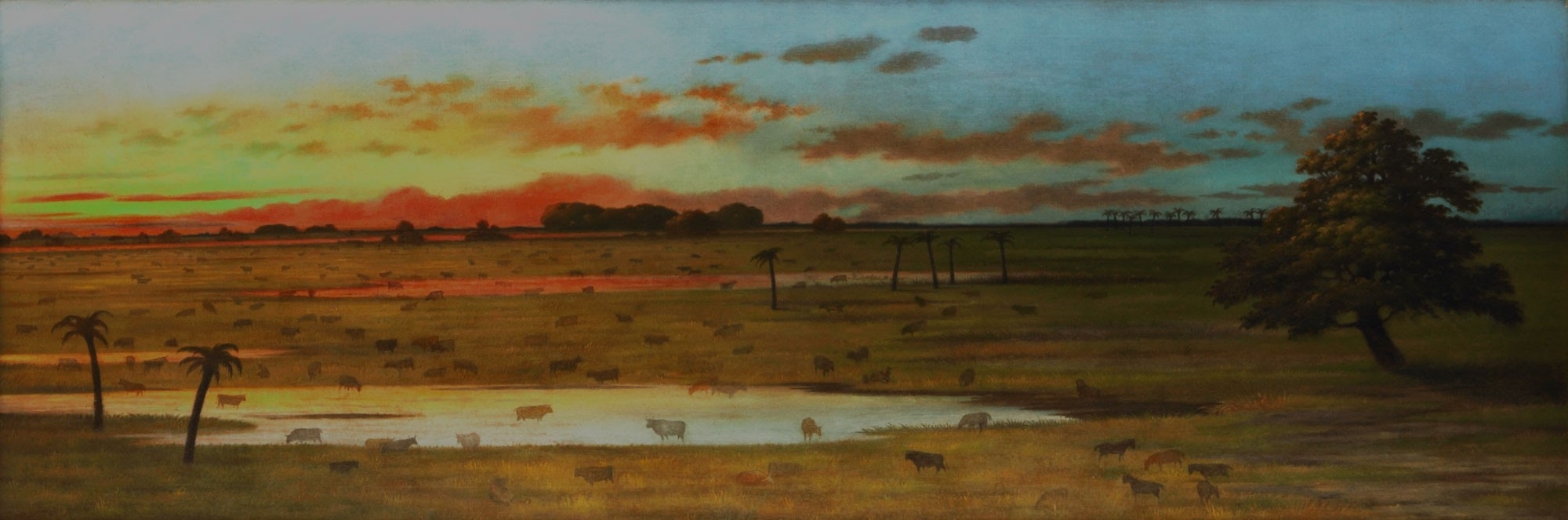
Invernada del Ejército Oriental, 5 de abril de 1866, de Cándido López. 1887-1902. Museo Nacional de Bellas Artes
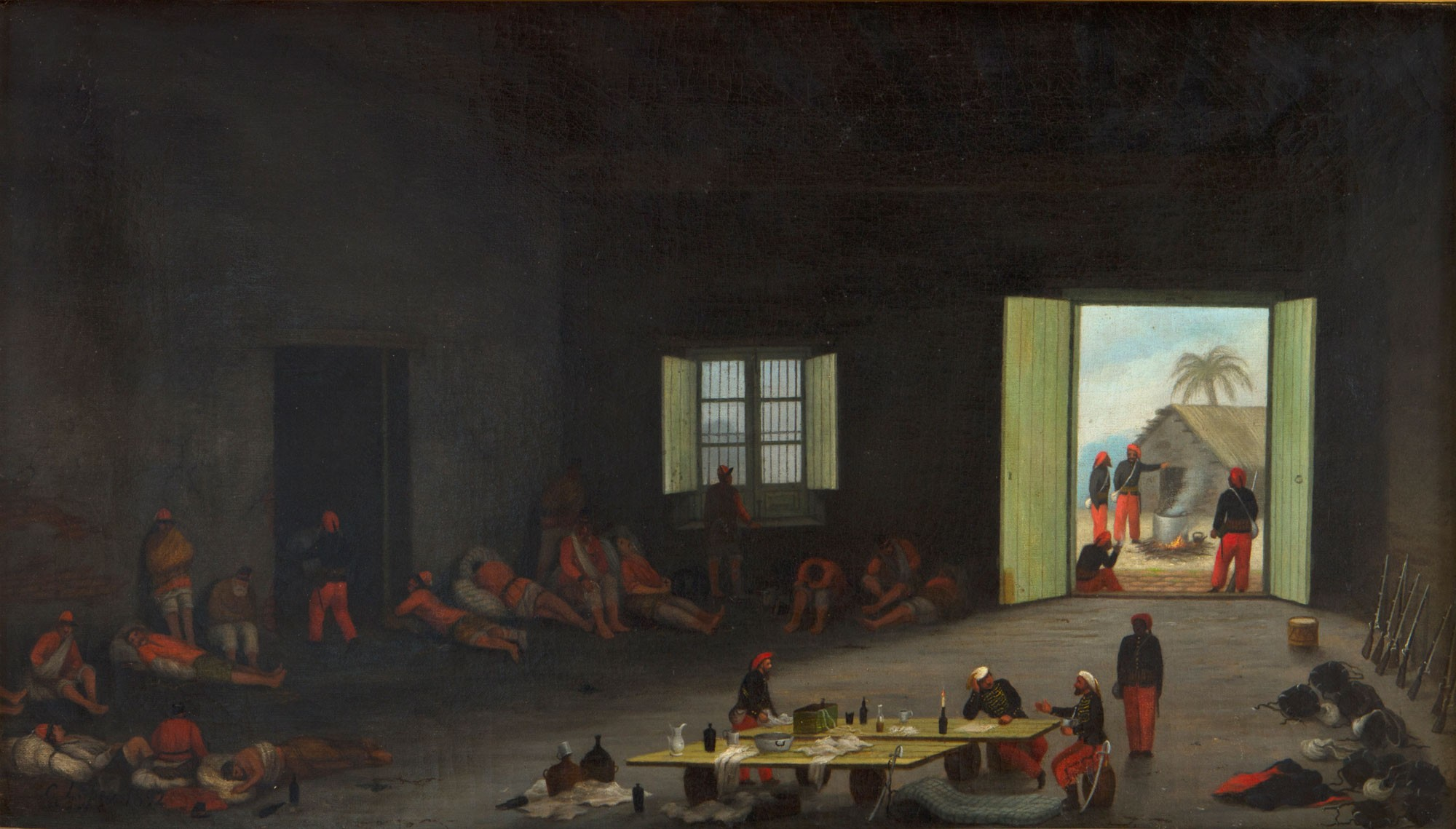
Soldados paraguayos heridos, prisioneros de la batalla de Yatay, de Cándido López. 1892. Museo Nacional de Bellas Artes
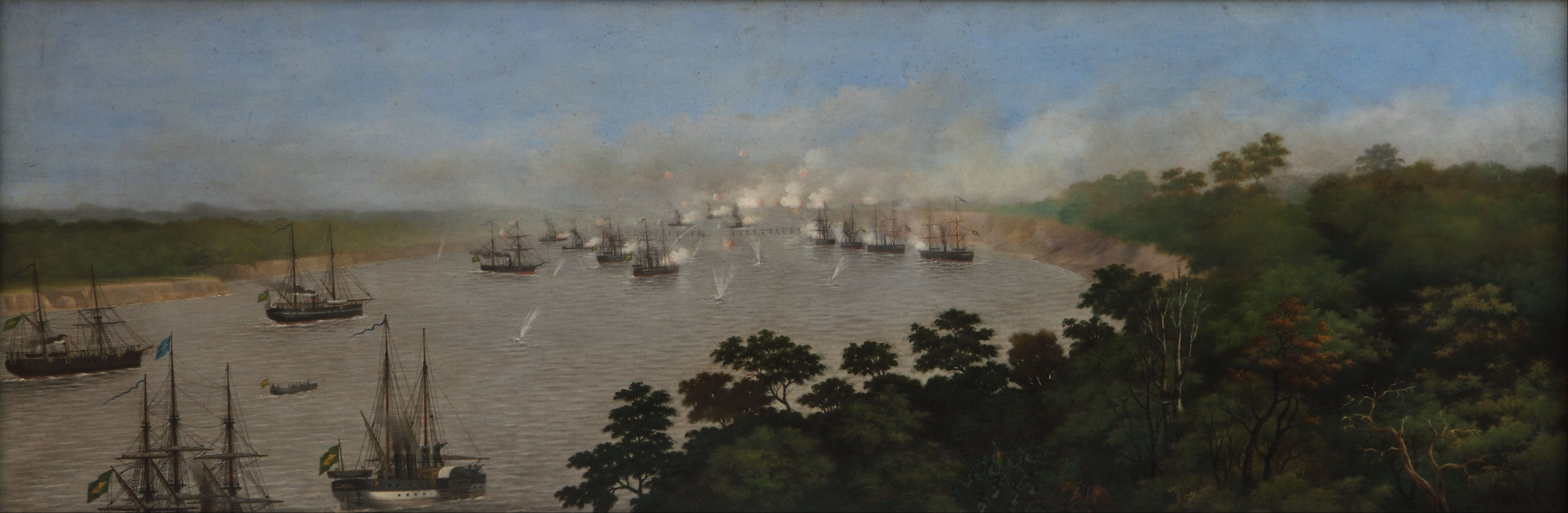
Ataque de la escuadra brasileña a las baterías de Curupayti, el 22 de septiembre de 1866, de Cándido López. 1901. Museo Nacional de Bellas Artes
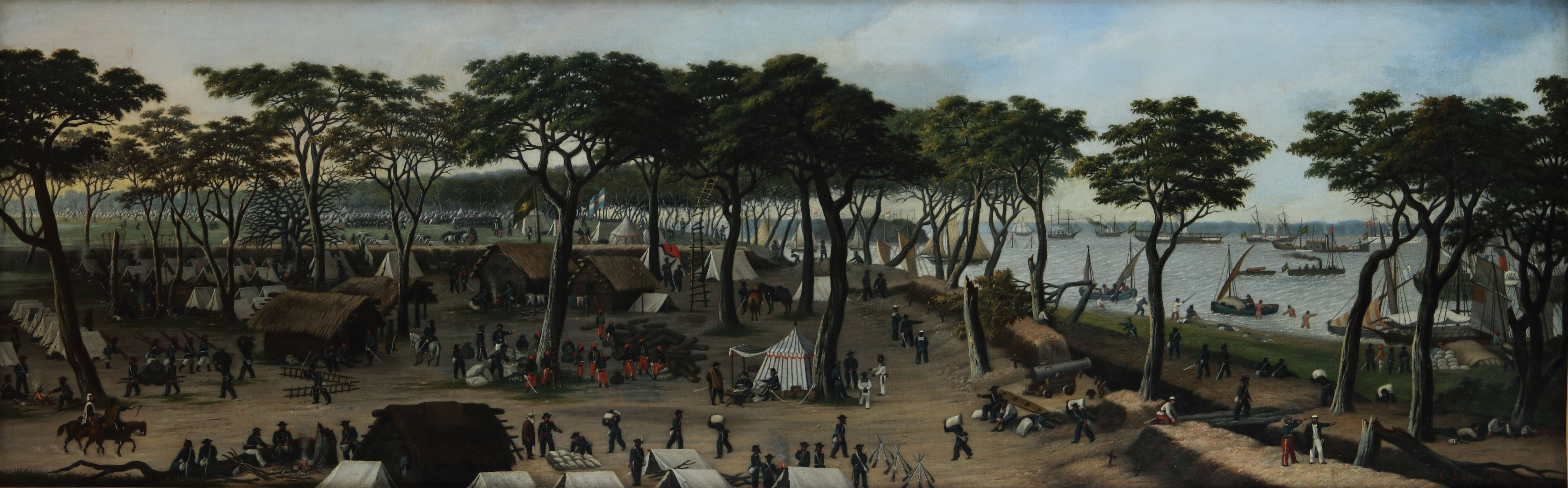
Vista interior de Curuzú mirado de aguas arriba (norte a sur) el 20 de septiembre de 1866, de Cándido López. 1891. Museo Nacional de Bellas Artes
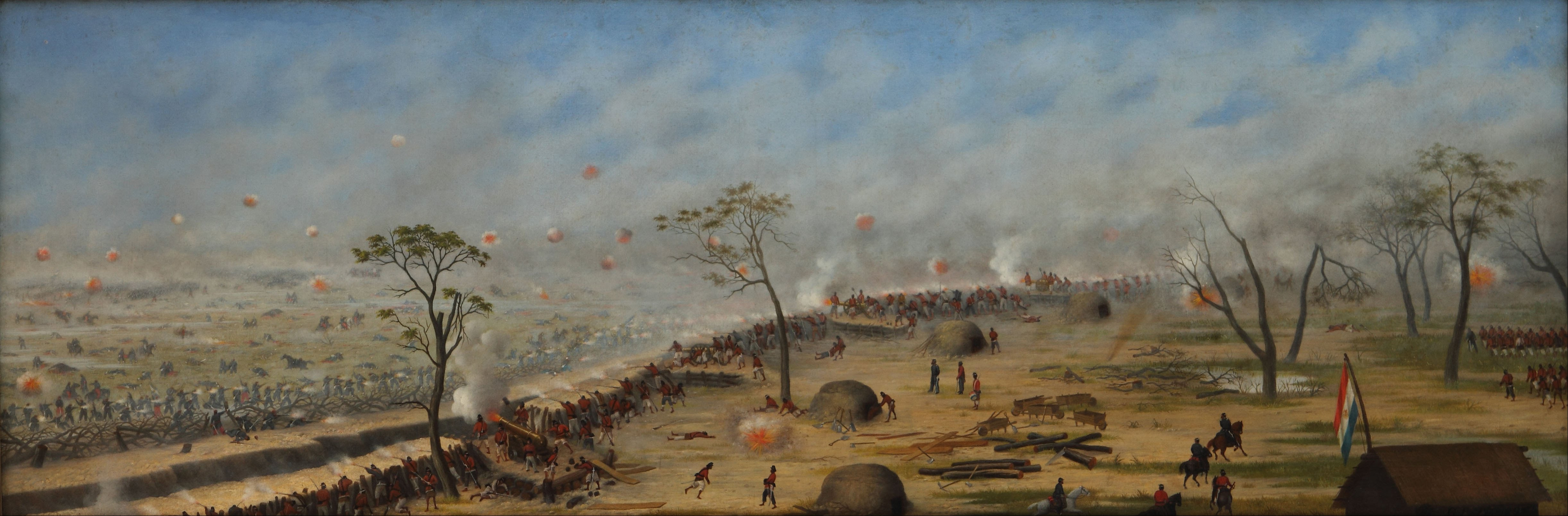
Trinchera de Curupaytí, de Cándido López. 1893. Museo Nacional de Bellas Artes
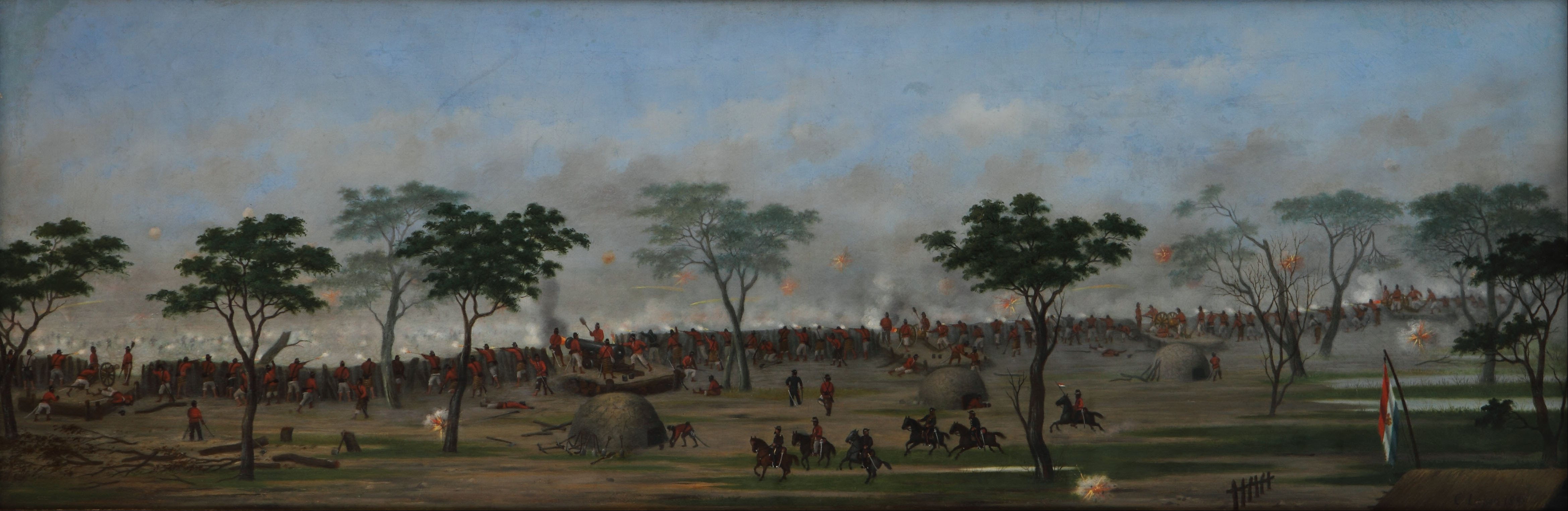
Trinchera de Curupaytí, de Cándido López. 1899. Museo Nacional de Bellas Artes
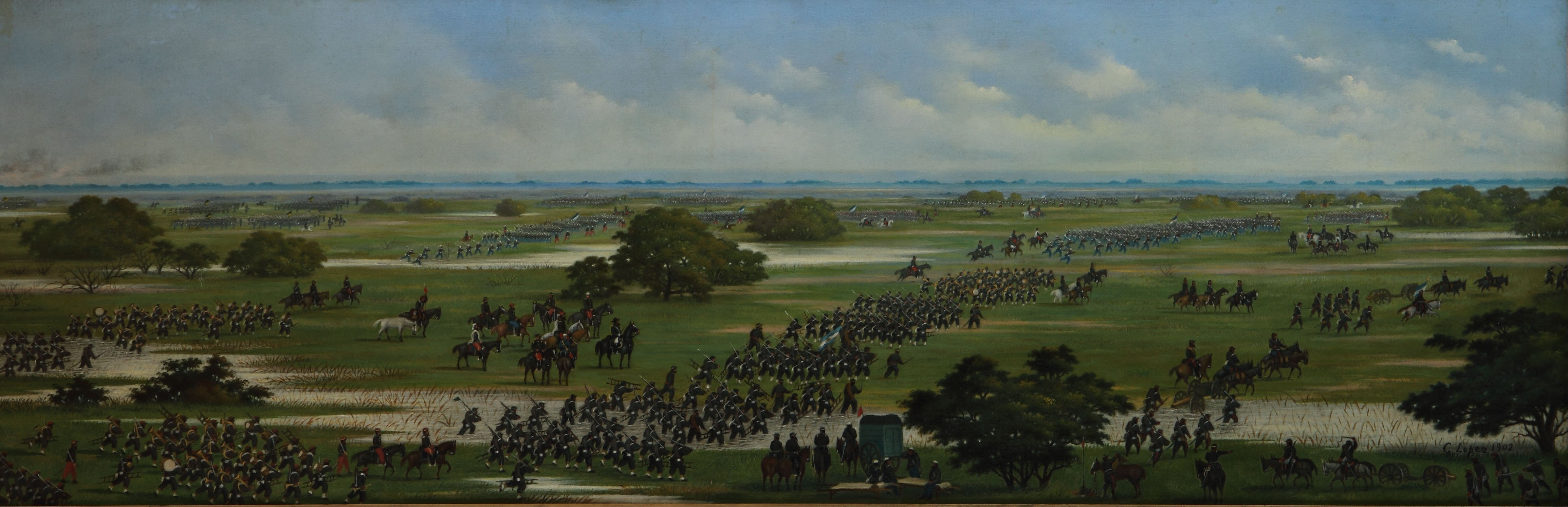
Marcha del Ejército Argentino a tomar posición para el ataque de Curupaytí, el 22 de septiembre de 1866, de Cándido López. 1902. Museo Nacional de Bellas Artes
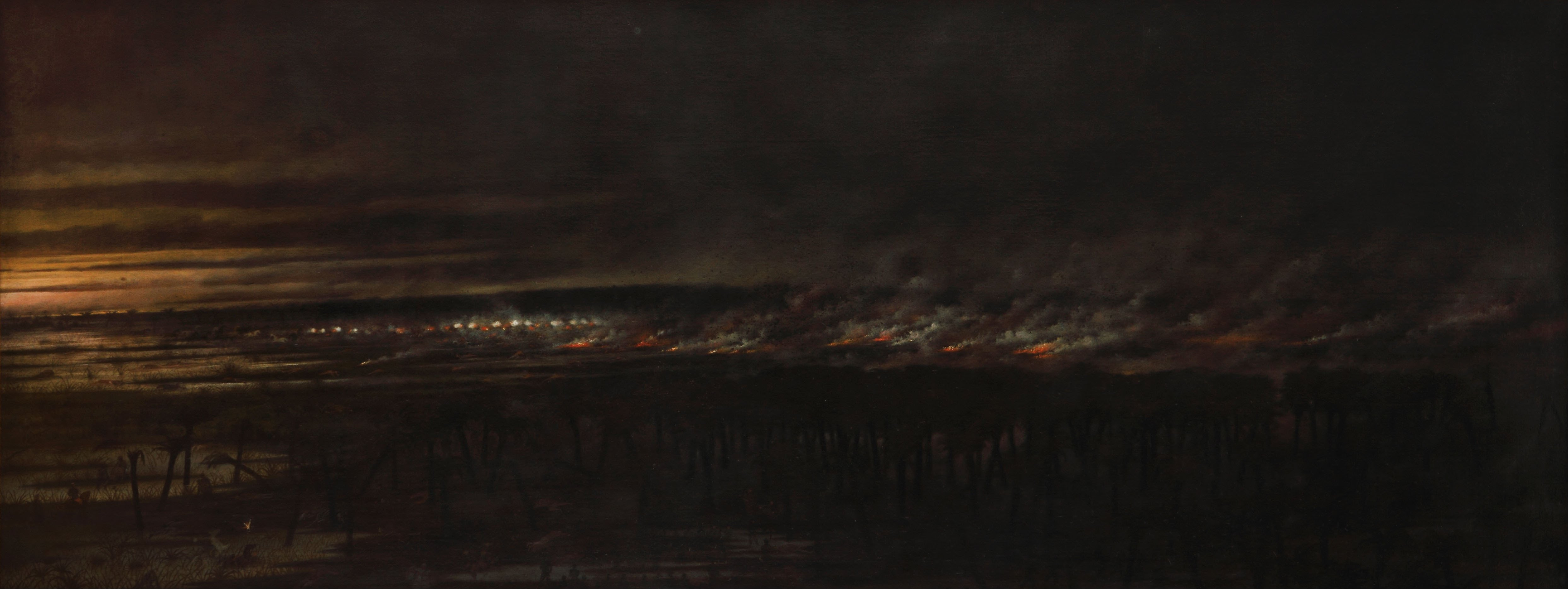
Batalla de Yataytí Corá, 2 de julio de 1866, de Cándido López. 1887-1902. Museo Nacional de Bellas Artes

## Principales obras
- Pasaje del Arroyo San Joaquín, 18 de agosto de 1865 (entre 1876-1885)
- Campamento argentino frente a Uruguayana, El Naranjal (entre 1876-1888)
- Invernada del ejército oriental (entre 1887-1888)
- Batalla de Tuyuty (circa 1885)
- Naturaleza Muerta (1896)
- Yataytí Corá (entre 1887 y 1902)
- El Campamento Frente a Itapirú
- La Batalla de Yatay
- La Escuadra en Paso de la Patria
- El Embarque en Paso de los Libres
- Boquerón
- Batalla de Curupayty, sobre la cual pintó nueve cuadros
- El Mendigo (1858)
- San Jerónimo (1858)

## Película con sus obras
El abril de 2005, en el marco del BAFICI (Buenos Aires Festival Internacional de Cine Independiente) -donde ganó el premio del público- se estrenó el documental "Cándido López - Los campos de batalla", una coproducción de Argentina y Paraguay, dirigido por el cineasta argentino José Luis García, con la producción ejecutiva de la realizadora paraguaya Renate Costa ("Cuchillo de palo"), y con la tutoría del historiador paraguayo Jorge Rubiani.
Es una película documental que destaca las consecuencias de la Guerra de la Triple Alianza entre Brasil, Uruguay y Argentina contra Paraguay, usando como guía los cuadros pintados por Cándido López.
La película, de 102 minutos de duración, se exhibió en festivales latinos de Río de Janeiro, París, Biarritz y Toulouse. Se estrenó comercialmente en Buenos Aires, el 2 de marzo de 2006. En Asunción tuvo una función de gala en septiembre de 2005.